# Флавиан (Иванов)
Архиепископ Флавиан (в миру Влади́мир Леони́дович Ивано́в; 14 (26) мая 1889, Ставропольская губерния — 7 октября 1958) — сначала обновленческий архиерей, а позднее — епископ Русской православной церкви, архиепископ Ростовский и Новочеркасский.

## Биография
Родился 14 мая 1889 года в Ставропольской губернии в семье священника.
В 1906 года окончил Ставропольское духовное училище. В 1913 году окончил Ставропольскую духовную семинарию.
22 августа 1913 года рукоположён во диакона и назначен к Михаило-Архангельской церкви станицы Крымской Таманского отдела Кубанской области Ставропольской епархии. 6 мая 1916 года рукоположён во священника и назначен к Покровской церкви станицы Верхнебаканской Таманского отдела Кубанской области.
Согласно краткой заметке в Журнале Московской Патриархии, прослушал 3 курса Казанской духовной академии По-видимому, не доучился из-за закрытия академии.
В 1922 году уклонился в обновленческий раскол, где был возведён в сан протоиерея. В 1923 году становится членом Кубанского епархиального управления.
Некоторое время обучался в Московской обновленческой богословской академии, но не окончил её.
26 февраля 1929 года был награждён правом ношения митры.
В 1932 года стал заместителем председателя Кубанского обновленческого епархиального управления, а 13 апреля того же года был возведён в сан протопресвитера.
27 июня 1934 года, будучи в браке, хиротонисан обновленческими архиереями во епископа Кубанского и Краснодарского. Кафедра располагалась в Покровской церкви Краснодара. В декабре 1935 года был возведён в сан архиепископа. С 1936 года кафедра располагалась во Всехсвятской кладбищенской церкви Краснодара, а с 1940 года в Георгиевской церкви Краснодара.
При нём обновленчество в его епархии стало приходить в упадок, за что подвергался суровой критике со стороны обновленческого митрополита Василия Кожина.
Согласно докладу Уполномоченного Совета по делам Русской Православной Церкви при СНК СССР по Краснодарскому краю И. И. Кириллова от 1 апреля 1944 года: «До немецкой оккупации на территории Краснодарского края функционировало 7 церквей, из которых 4 обновленческих и 3 тихоновских. В Краснодаре действовали одна обновленческая и одна тихоновская церкви, помещавшиеся в здании Георгиевского храма».
С августа 1942 по февраль 1943 года проживал в оккупированной нацистской Германией территории и продолжал управлять обновленческими приходами Кубани. Кафедра располагалась в открытом немцами Екатерининском соборе Краснодара. Как следует из архивных источников, встретил немцев «гостеприимно», что позволило ему расширить православное присутствие в регионе. Согласно тому же докладу «С приходом немецких оккупантов на Кубани вновь стали повсеместно открываться церкви и молитвенные дома. Существовавшая полемика между тихоновцами и обновленцами обострилась. Тихоновцы всячески порицали обновленцев, обвиняли их в просоветском настроении и т. п. Но немцы никакого значения этому не придавали, однако главную ставку в своих мероприятиях брали на тихоновское духовенство, но не притесняли и обновленцев. Так, за период оккупации было открыто: тихоновских — 100, обновленческих — 92 культа. Обновленцы не отставали от тихоновцев в открытии церквей, главным образом, потому, что во главе их стоял епископ, имевший право рукополагать в священники, чего не имели тихоновцы». В период оккупации епископ Владимир Иванов присутствовал на открытии многих храмов в кубанских станицах, выступал с проникновенными антибольшевистскими проповедями.
C 1943 года советская власть сделала ставку на Московский Патриархат во главе с митрополитом Сергием (Страгородским), а обновленцев подталкивала к переходу в него. 23 сентября 1944 году обновленческий епископ Владимир Иванов докладывал уполномоченному о вкладе его епархии в дело Победы: о переводах денег, заготовке продуктов для госпиталей и др. Все это позволяло ему выставлять свои требования в торге с Патриархией. К октябрю 1944 года наибольшее количество обновленческих приходов сохранялось в Краснодарской епархии (73), в них служили 85 священников, 3 диакона и 41 псаломщик. Кроме того, епископ Фотий (Топиро), возглавлявший Краснодарскую епархию Русской православной церкви, не был популярен у верующих. Владимир Иванов сумел добиться своего: он остался главой Краснодарской епархии, фактически сместив епископа Фотия.
21 ноября 1944 года обратился к Патриарху Алексию I с просьбой принять его в юрисдикцию Русской Православной Церкви. 28 декабря 1944 года Синод принял постановление о принятии обновленческого епископа Владимира Иванова от раскола в сане священника и по пострижении его в монашество с именем Флавиан назначил епископом Краснодарским и Кубанским. Брак расторгнул.
29 декабря в Патриархию было направлено письмо от духовенства обновленческой Краснодарской епархии с покаянием и просьбой принять всю паству вместе с пастырем в каноническое общение с Русской Православной Церковью.
3 января 1945 года с благословения Патриаршего Местоблюстителя митрополит Алексия (Симанского) в Крестовой Патриаршей церкви Епископом Можайским Макарием (Даевым) был пострижен в монашество с наречением имени Флавиан.
5 января в зале заседания Священного Синода при Московской Патриархии было совершено наречение иеромонаха Флавиана (Иванова) во епископа Краснодарского и Кубанского. Чин наречения совершали: митрополит Крутицкий Николай (Ярушевич), архиепископ Тульский и Белевский Виталий (Введенский) и епископ Кишинёвский и Молдавский Иероним (Захаров).
8 января 1945 года рукоположён в Преображенской церкви в Москве во епископа Краснодарского и Кубанского. Хиротонию совершили: совершали: митрополит Крутицкий Николай (Ярушевич), архиепископ Тульский и Белевский Виталий (Введенский) и епископ Кишинёвский и Молдавский Иероним (Захаров).
В «информационном докладе Уполномоченного Совета по делам Русской Православной Церкви при СНК СССР по Краснодарскому краю» Кириллова, отмечалось: «Большим событием в церковной жизни краевой епархии является переход обновленческих приходов и духовенства в патриаршую ориентацию и замена епископа Фотия Топиро епископом Флавианом Ивановым. Никаких выступлений против епископа Флавиана Иванова со стороны духовенства и церковников не было. При его возвращении из Москвы на территории края верующие во главе с духовенством почти на всех остановках вплоть до Краснодара приходили приветствовать епископа Флавиана».
3 января 1947 года награждён медалью «За доблестный труд в Великой Отечественной войне 1941—1945 гг.».
С 8 по 18 июля 1948 года был участником церковного торжества в Москве по случаю 500-летия автокефалии Русской Православной Церкви и соучаствовал в совещаниях патриархов и представителей автокефальных Православных Церквей.
С 19 октября 1949 года — епископ Орловский и Брянский.
25 февраля 1955 года возведён в сан архиепископа.
С 28 ноября 1955 года архиепископ Ростовский и Каменский.
26 декабря 1957 года титул изменён на «Ростовский и Новочеркасский».
Скончался 7 октября 1958 года. Похоронен в ограде Ростовского кафедрального собора Рождества Пресвятой Богородицы.